# Ecnomus pilbarensis
Ecnomus pilbarensis là một loài Trichoptera trong họ Ecnomidae. Chúng phân bố ở miền Australasia.